# Centralny Komitet Krajowego Ruchu Oporu

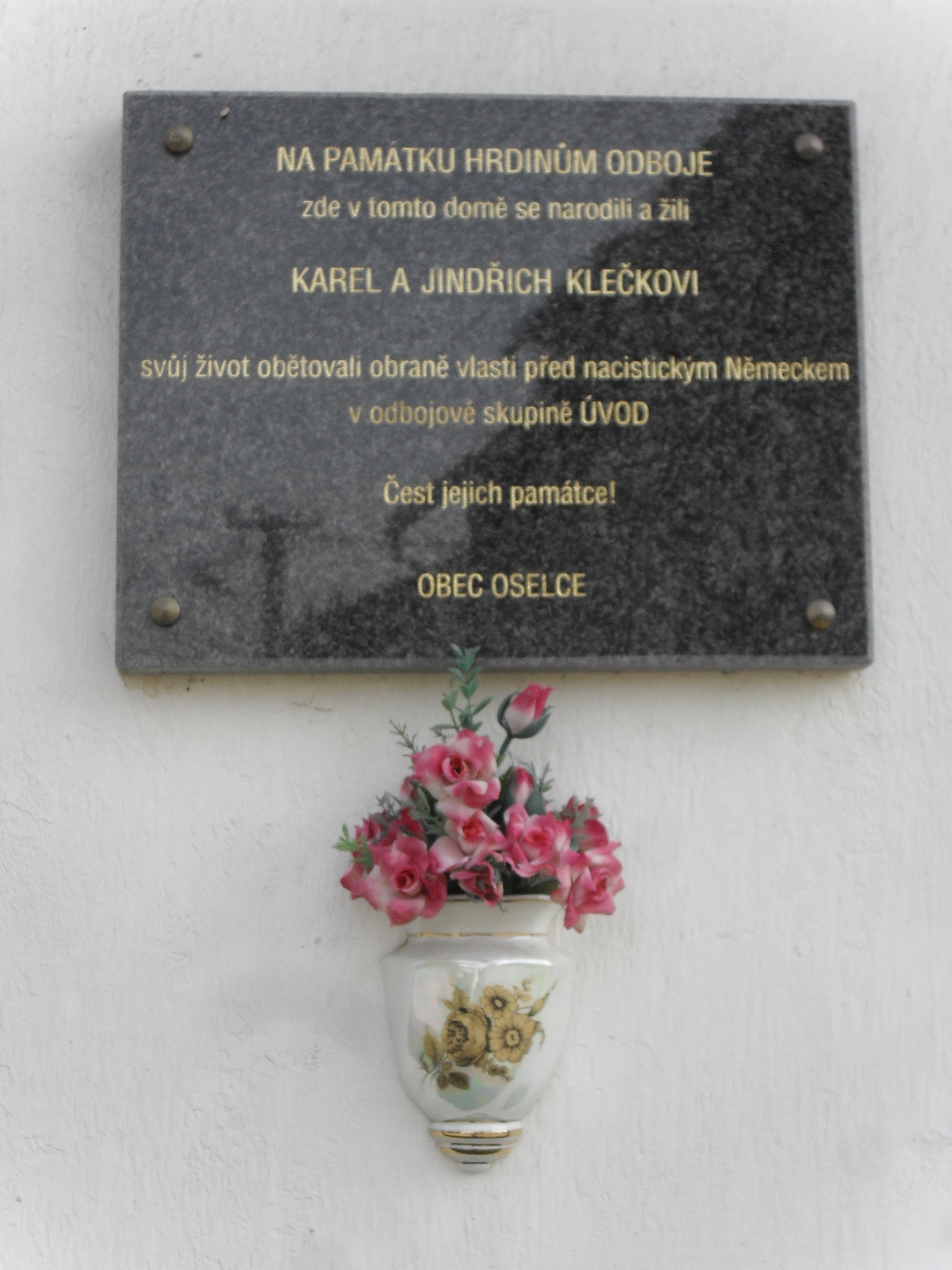
Tablica pamiątkowa poświęcona członkom organizacji w Oselcach

Centralny Komitet Krajowego Ruchu Oporu (czes. Ústřední vedení odboje domácího, ÚVOD) – czeska organizacja konspiracyjna utworzona podczas II wojny światowej.
ÚVOD powstał w maju 1940, skupiając działaczy Centrum Politycznego (PÚ), Obrony Narodu (ON) i Komitetu Petycyjnego „Pozostaniemy wierni” (PVVZ). Celem było dążenie do scalenia prac czeskiego podziemia niekomunistycznego przy zachowywaniu odrębności organizacji.
Aresztowania powodowały ciągłe zmiany w kierownictwie (pierwsze liczne już latem 1940). Po ataku Niemiec na ZSRR podjęto rozmowy z Komunistyczną Partią Czechosłowacji o utworzeniu wspólnej organizacji ÚNRVČ. Jednak plany te przekreśliła działalność nowego protektora Reinharda Heydricha. Po wprowadzeniu stanu wyjątkowego we wrześniu 1941 w Protektoracie Czech i Moraw kierownictwo ÚVOD zostało praktycznie rozbite, aresztowani zostali przywódcy Komitetu Petycyjnego „Pozostaniemy wierni”, uniknęło tego kilka osób z kierownictwa ÚVOD z Centrum Politycznego i Obrony Narodu. W konspiracji pozostały niewielkie i izolowane grupy. Po zamachu na Reinharda Heydricha 27 maja 1942 nastąpiły kolejne aresztowania, praktycznie w drugiej połowie 1942 Centralny Komitet Krajowego Ruchu Oporu przestał istnieć. Działalność konspiracyjną ośrodka beneszowskiego usiłował kontynuować Przygotowawczy Komitet Narodowo-Rewolucyjny.